# Реконсиляція
Реконсиляція — процедура контролю, яка полягає в ідентифікації та перевірці виконання кожного переказу коштів за допомогою показників, визначених платіжною системою.
Змістовне визначення поняття реконсиляції містить Закон України «Про платіжні системи та переказ коштів в Україні» у статті 1.33:
реконсиляція — процедура контролю, яка полягає в ідентифікації та перевірці виконання кожного переказу за допомогою щонайменше трьох показників, визначених платіжною системою;